# عبد الإله الربيعة
عبد الإله محمود الربيعة لاعب كرة قدم سعودي.

## مسيرة اللاعب
لعب سابقاً في الفئات السنية في نادي الاتفاق و بعدها لعب مع نادي القيصومة ونادي النهضة ونادي الثقبة ونادي الكوكب ونادي الوشم.